# خانه گالری عادل یزدی
خانه گالری عادل یزدی در بافت تاریخی شیراز، محله نارنجستان قوام، واقع شده است. این خانه گالری توسط عادل یزدی، هنرمند و مجسمه‌ساز ایرانی، با هدف تبدیل بافت قدیمی شهر به یک مرکز فرهنگی و ترویج هنر تأسیس شده است. این مکان با استفاده از اتاق‌های متعدد و طراحی‌های هنری، فضایی را برای آشنایی بازدیدکنندگان با زندگی هنرمندانه و فرایند تولید آثار هنری فراهم می‌کند.

## ویژگی‌ها
خانه گالری عادل یزدی دارای اتاق‌های متعددی است که هر یک با آثار هنری و طراحی‌های خاص تزئین شده‌اند. این مکان به‌عنوان سومین خانه گالری ثبت‌شده در فهرست آثار ملی ایران، پس از خانه گالری نادعلیان در جزیره هرمز و غار گالری وزیری مقدم در تهران، شناخته می‌شود.
علاوه بر این، یزدی با الهام از مرکز پمپیدو در پاریس، تلاش دارد تا کوچه‌های شیراز را به یک مرکز فرهنگی پویا تبدیل کند. آثار او که در شبکه‌های اجتماعی مورد توجه قرار گرفته‌اند، به جاذبه‌ای برای گردشگران تبدیل شده و جنبه‌ای متفاوت از میراث هنری ایران را به نمایش می‌گذارند.

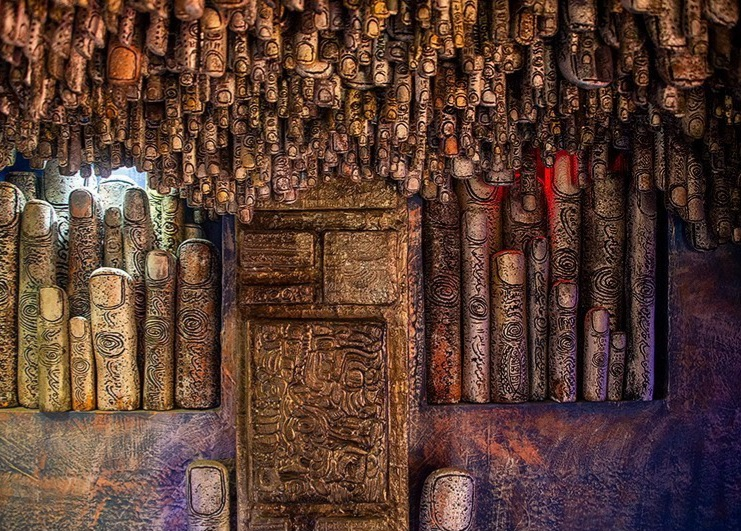
اتاق انگشت که حدود ۱۴۰۰۰ مجسمه را در خود جای داده است.

یکی از آثار برجسته او، «اتاق انگشت» است که در آن حدود ۱۴٬۰۰۰ مجسمه انگشت به سقف نصب شده و به سمت پایین اشاره می‌کنند. این اثر از افسانه فرشته‌ای الهام گرفته که با هزاران انگشت، قطرات باران را می‌شمارد و به یادآوری ارزش لحظه حال می‌پردازد.

## فعالیت‌ها

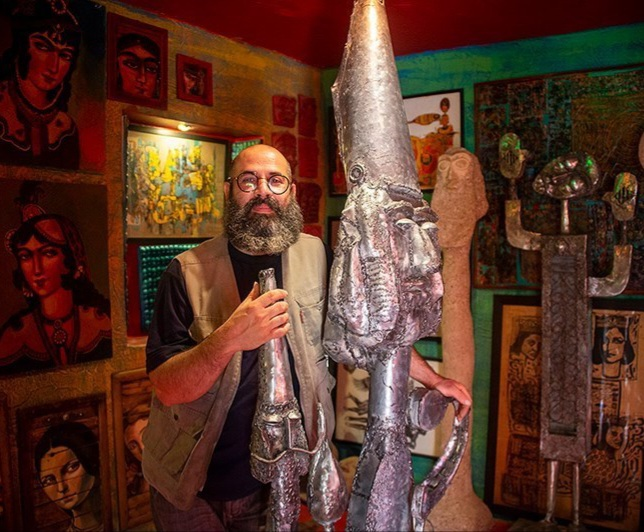
عادل یزدی در گالری خود در آبان ۱۴۰۰

علاوه بر نمایش آثار هنری، این خانه گالری با برگزاری کارگاه‌ها و رویدادهای فرهنگی، به مرکزی برای جذب گردشگران و علاقه‌مندان به هنر تبدیل شده است. عادل یزدی با ایجاد نقاشی‌های دیواری و مجسمه‌های برجسته در کوچه‌های محله، فضایی هنری و فرهنگی را در بافت تاریخی شیراز به وجود آورده است.

## اهمیت فرهنگی
خانه گالری عادل یزدی نقش مهمی در احیای بافت تاریخی شیراز و ترویج هنر در این منطقه ایفا می‌کند. این مکان با جذب گردشگران و علاقه‌مندان به هنر، به توسعه فرهنگی و اقتصادی محله نارنجستان قوام کمک شایانی کرده است.